# Engenaubach
Der Engenaubach ist ein gut 700 Meter langer Bach des Südschwarzwaldes im baden-württembergischen Landkreis Lörrach. Er entspringt auf Raitbacher Gemarkung am Blaßberg und mündet knapp oberhalb der Hausener Brücke Bergwerkstraße von links und Osten in die Wiese.

## Geographie

### Verlauf
Der Engenaubach entspringt auf der Schopfheimer Gemarkung Raitbach zwischen den beiden Hohe-Möhr-Ausläufern Glaskopf im Norden und Blaßberg im Süden. Die Quelle liegt auf etwa 597 m ü. NHN im Walddistrikt Hausener Hau. Von dort fließt der Bach in westlicher Richtung mit leicht südlicher Tendenz sein enges, dicht bewaldetes Tal hinab. Nach etwa 550 Metern tritt der Engenaubach aus dem Wald in eine offene Wiesenaue heraus, um kurz darauf in eine Dole abzutauchen. In dieser unterquert er zunächst die Trasse der Wiesentalbahn, dann die B 317 knapp oberhalb des Abzweigs Hausen Nord und danach eine Weide, auf der er die Grenze zwischen Raitbach und Hausen im Wiesental überquert. Wenige Meter oberhalb der Hausener Wiesenbrücke Bergwerkstraße mündet er auf etwa 406 m ü. NHN von links und Osten in die Wiese.
Mit Ausnahme der letzten rund 150 Meter bildet sein gesamter Verlauf ein geschütztes Biotop.
Der rund 730 Meter lange Lauf des Engenaubachs mündet rund 190 Höhenmeter unterhalb seiner Quelle, er hat somit ein mittleres Sohlgefälle von etwa 26 %.

### Einzugsgebiet
Das naturräumlich zum Südschwarzwald gehörende Einzugsgebiet ist rund 34 Hektar groß und liegt fast vollständig auf dem Gebiet der Stadt Schopfheim, lediglich im Norden liegt ein kleiner Teil des Einzugsgebiets auf der Gemarkung der Stadt Zell im Wiesental und im Westen, an der Mündung, auf dem Gebiet von Hausen im Wiesental (jeweils rund 2000 m²). Der höchste Punkt des Einzugsgebiets liegt im Osten auf der Hebelhöhe auf etwa 825 m ü. NHN.
Die Einzugsgebiete der folgenden Nachbargewässer grenzen an:
- Im Norden liegt ein Gebiet, dass die Wiese selbst entwässert;
- im Nordosten konkurriert der Nesselgraben mit seinen beiden Nebenläufen Eselgraben und NN-XS3; *
- im Südosten grenzt das Einzugsgebiet des Mäusegrabens, der sich über den Rießbach und Krebsbach weiter unterhalb in die Wiese ergießt;
- im Süden konkurriert der Haugraben, der direkt unterhalb in die Wiese mündet.

### Zuflüsse
Auf der amtlichen Gewässerkarte sind keine Zuflüsse eingezeichnet.

### Flusssystem Wiese
- Fließgewässer im Flusssystem Wiese